# りゅう座ベータ星
りゅう座β星（りゅうざベータせい）は、りゅう座の恒星で3等星。

## 概要
珍しい黄色超巨星である。わずか50万年前には青色の主系列星であったと考えられている。450au離れた軌道を4,000年以上の周期で周る伴星を持つ。

## 名称
固有名のラスタバン (Rastaban) 、アラビア語で「蛇の頭」を意味する raʾs al-tinnīn に由来する。元々りゅう座γ星の名前として使われていたものがβ星の名前に置き換えられたものである。2016年8月21日に国際天文学連合の恒星の命名に関するワーキンググループ (Working Group on Star Names, WGSN) は、Rastaban をりゅう座β星の固有名として正式に承認した。
トレミーはこの星をりゅう座の「目」の部分としていた。